# Una chiamata nella notte
Una chiamata nella notte (South Beach) è un film del 1993 diretto da Fred Williamson e Alain Zaloum.

## Trama
L'ex detective della polizia e star del football Mack Derringer si trova nei guai, accusato di essere l'autore di un omicidio, ma proverà a discolparsi facendosi aiutare da amici di vecchia data.

## Produzione
Il film, diretto da Fred Williamson e Alain Zaloum su una sceneggiatura di Michael Thomas Montgomery, fu prodotto da Krishna Shah e dallo stesso Williamson per la Po' Boy Productions e girato a Miami dal 20 aprile al maggio 1992 con un budget stimato in 800.000 dollari.

## Distribuzione
Il film fu distribuito negli Stati Uniti nel 1993 in VHS dalla Prism Entertainment con il titolo South Beach.
Alcune delle uscite internazionali sono state:
- in Germania il 26 luglio 1993 (Dangerous Action o Night Caller - Der heiße Draht)
- in Corea del Sud l'11 settembre 1993
- in Spagna (El asesinò del teléfono)
- nel Regno Unito (Night Caller)
- in Italia (Una chiamata nella notte)

## Promozione
La tagline è: "The world's deadliest strip of sand.".